# Kazimierz Buterlewicz
Kazimierz Buterlewicz (ur. 15 lipca 1896 w Burbiszkach, zm. 27 grudnia 1985 w Bronxville, Nowy Jork) – pułkownik dyplomowany kawalerii Wojska Polskiego.

## Życiorys
Urodził się 15 lipca 1896 w Burbiszkach, w ówczenym powiecie wiłkomierskim guberni kowieńskiej, w rodzinie Kazimierza. Był członkiem Polskiej Organizacji Wojskowej na Litwie. W 1920 roku walczył na wojnie z bolszewikami.
2 października 1920 roku został ranny w „brawurowej szarży” 18 pułku ułanów pod Skrobowem. Czyn ten zyskał uznanie dowódcy Grupy Operacyjnej, generała Władysława Junga.
3 maja 1922 roku został zweryfikowany w stopniu porucznika ze starszeństwem z dniem 1 czerwca 1919 roku i 441. lokatą w korpusie oficerów jazdy (od 1924 roku – kawalerii). Jego oddziałem macierzystym był wówczas 18 pułk ułanów. W następnych latach kontynuował służbę w 18 pułku ułanów, który stacjonował w Toruniu, a od września 1923 roku w Grudziądzu. 19 marca 1928 roku został awansowany na rotmistrza ze starszeństwem z dniem 1 stycznia 1928 roku i 49. lokatą w korpusie oficerów kawalerii. 2 listopada 1928 roku, po złożeniu egzaminu wstępnego i odbyciu stażu liniowego, został powołany do Wyższej Szkoły Wojennej w Warszawie, w charakterze słuchacza kursu 1928–1930. Z dniem 1 listopada 1930 roku, po ukończeniu kursu i otrzymaniu dyplomu naukowego oficera dyplomowanego, został przeniesiony do XII Brygady Kawalerii w Ostrołęce na stanowisko oficera sztabu. W czasie nauki w Wyższej Szkole Wojennej oraz służby sztabowej pozostawał oficerem nadetatowym 18 pułku ułanów. 26 stycznia 1934 roku ogłoszono jego przeniesienie z Ostrołęki do 7 pułku ułanów w Mińsku Mazowieckim. W 1939 roku, w stopniu majora, pełnił służbę w Wydziale Ogólno-Mobilizacyjnym Oddziału I Sztabu Głównego w Warszawie na stanowisku kierownika Referatu Mobilizacyjnego II. W czasie kampanii wrześniowej 1939 roku pełnił służbę w Sztabie Naczelnego Wodza.
Od 1940 roku pełnił służbę w sztabie 1 Brygady Strzelców na stanowisku szefa oddziału, a następnie zastępcy dowódcy 1 oddziału rozpoznawczego. Od 18 października 1941 roku dowodził 1 oddziałem rozpoznawczym. 1 sierpnia 1942 roku przekazał dowodzenie oddziałem majorowi Emilowi Słatyńskiemu, a następnego dnia został przeniesiony do Oddziału I Sztabu Naczelnego Wodza w Londynie. Później pełnił służbę na stanowisku szefa Oddziału Społecznego 2 Korpusu. Autor sprawozdania „Działalność społeczna 2. Korpusu Polskich Sił Zbrojnych 1945–1946”. Zmarł 27 grudnia 1985 w Bronxville.

## Ordery i odznaczenia
- Krzyż Walecznych
- Srebrny Krzyż Zasługi (10 listopada 1928)[16]